# Buenos Aires Pro Championships
El Buenos Aires Pro Championships, conocido oficialmente como NTL Buenos Aires Pro Championships, fue un torneo de tenis profesional masculino en cancha de arcilla que se celebró una sola vez en 1968. El torneo fue parte de la inauguración de la Liga Nacional de Tenis (National Tennis League) y se jugó en Buenos Aires, Argentina, con cuatro jugadores.

## Historia
El 6 de marzo de 1968, la Liga Nacional de Tenis anunció una nueva gira de tenis masculina que ofrecía premios por valor de 400.000 dólares estadounidenses. Los Campeonatos NTL de Buenos Aires se realizaron en una sola edición del 23 al 25 de marzo de 1968 en Buenos Aires, Argentina. El ganador del torneo en individuales fue el australiano Rod Laver quien derrotó al estadounidense Pancho Gonzales en tres sets.

## Finales

### Individuales
| Año  | Campeones | Subcampeones    | Puntaje        |
| ---- | --------- | --------------- | -------------- |
| 1968 | Rod Laver | Pancho Gonzales | 7-5, 5–7, 6–4. |